# Dr. No (bog)
Dr. No er den sjette bog i serien om James Bond af Ian Fleming. Den udkom første gang i 1958. I modsætning til den senere filmatisering har bogen beholdt sit navn på dansk.

## Plot
Strangways, Secret Services mand på Jamaica, og hans assistent bliver myrdet. James Bond sendes til Jamaica for at undersøge drabet og de mulige forbindelser til Strangways sidste sag: Nogle mystiske dødsfald på guanoøen Crab Key, der regeres af den gådefulde Dr. No.